# Nghệ mảnh
Nghệ mảnh (danh pháp khoa học: Curcuma gracillima) là một loài thực vật có hoa trong họ Gừng. Loài này được François Gagnepain mô tả khoa học đầu tiên năm 1903. Mẫu vật định danh thu thập khoảng năm 1875-1877 tại tả ngạn sông Mê Kông (miền trung Lào, núi La Khou).

## Từ nguyên
Tính từ định danh gracillima (giống đực: gracillimus, giống cái: gracillima, giống trung: gracillimum) trong tiếng Latinh nghĩa là thanh mảnh nhất, mỏng nhất. Nó là dạng so sánh cao nhất của tính từ gracilis nghĩa là thanh mảnh, mỏng.

## Phân bố
Là một loại cây nhiệt đới bản địa miền đông Thái Lan, Campuchia (?), miền nam Lào kéo dài đến đông nam Việt Nam. Tại Việt Nam, cây này phân bố từ Tây Nguyên đến Tây Ninh, (bao gồm Khu bảo tồn thiên nhiên Tà Cú, Khu bảo tồn thiên nhiên Bình Châu – Phước Bửu, Rừng phòng hộ Tân Phú).
Môi trường sống là rừng, ở cao độ 100 đến 200 m. Nó là loại cây thảo có thân rễ, ngủ trong mùa khô, mọc ở rừng thưa lá nửa sớm rụng vùng đất thấp trên đất cát ẩm, thường ở những vùng đồng cỏ ngập nước theo mùa. Phần sinh dưỡng chết hoàn toàn trong mùa khô. Khi những cơn mưa bắt đầu, chồi bắt đầu mọc trở lại và nó ra hoa 1-2 tháng sau khi bắt đầu mùa mưa.

## Mô tả
Cây thảo thanh mảnh, cao 20–25 cm. Bẹ dài 3–6 cm. Rễ không rõ. Củ thơm, nhỏ. Lá 4-5; 1-2 lá dưới cùng không phiến, các lá trên có cuống dài, phiến lá hình mác, thẳng, 17-22 × 0,8-1,2(-3) cm, đáy và đỉnh thon nhỏ rất mạnh, hơi vượt quá cụm hoa. Cuống lá dài 5–10 cm. Cán hoa dài, thanh mảnh, 5–12 cm. Cụm hoa nhỏ, 2,5-3,2(-5) × 1,5-1,8 cm, ở giữa lá. Lá bắc 5-8, hình xoan, màu xanh lục tới đỏ chói, tới 1,2 × 1,2 cm, đỉnh cong nhiều hay ít, hơi xếp lợp. Hoa màu trắng, thơm, dài 1,3 cm, hơi vượt lá bắc. Đài hoa hình chuông, 0,4 × 0,3 cm, 3 răng, răng hình tam giác, hơi tù. Ống tràng dài 0,5-0,6 cm, ~2 lần dài hơn đài hoa; thùy hình xoan, dài 0,5-0,7 cm; thùy lưng dạng nắp, các thùy bên hình mác, đỉnh thon nhỏ. Chỉ nhị ngắn, phẳng, đáy rậm lông, các ngăn song song, dài xấp xỉ, rậm lông dễ thấy, đáy không cựa, mô liên kết hiếm thấy. Nhị lép rộng, 0,5-0,6 × 0,3 cm, hình nêm cắt cụt, hiếm khi vượt quá bao phấn, đáy rậm lông. Cánh môi hình trứng ngược tới tròn, 0,6-0,7 × 0,6-0,7 cm, xẻ 2 thùy sâu đến giữa, đáy rậm lông, các thùy cắt cụt lệch. Đầu nhụy hình ống không lông rung, không có đĩa. Bầu nhụy nhẵn nhụi, 3 ngăn, các ngăn nhiều noãn. Về hình thái, C. gracillima tương tự như C. sparganifolia.
Curcuma gracillima var. elatior: Lá ở giữa có đốm nâu nhạt, 40 × 1,5-1,8 cm. Hoa màu trắng ánh lục, có sọc, với điểm nhọn nhỏ. Lá bắc xanh lục. Đài hoa 2 lần nhỏ hơn. Các thùy tràng hoa 2 lần nhỏ hơn. Nhị lép rộng bằng một nửa. Cánh môi hẹp. Bao phấn không rậm lông. Mẫu định danh Godefroy n. 386, thu thập tại núi Pursat (Campuchia) ngày 5 tháng 6 năm 1875.

## Sử dụng
Loài này không được dùng làm thực phẩm hoặc làm thuốc, nhưng những cây gieo trồng ở Thái Lan được sử dụng để tạo ra những cây cảnh lai ghép.